# Dorfkirche Schlechtsart

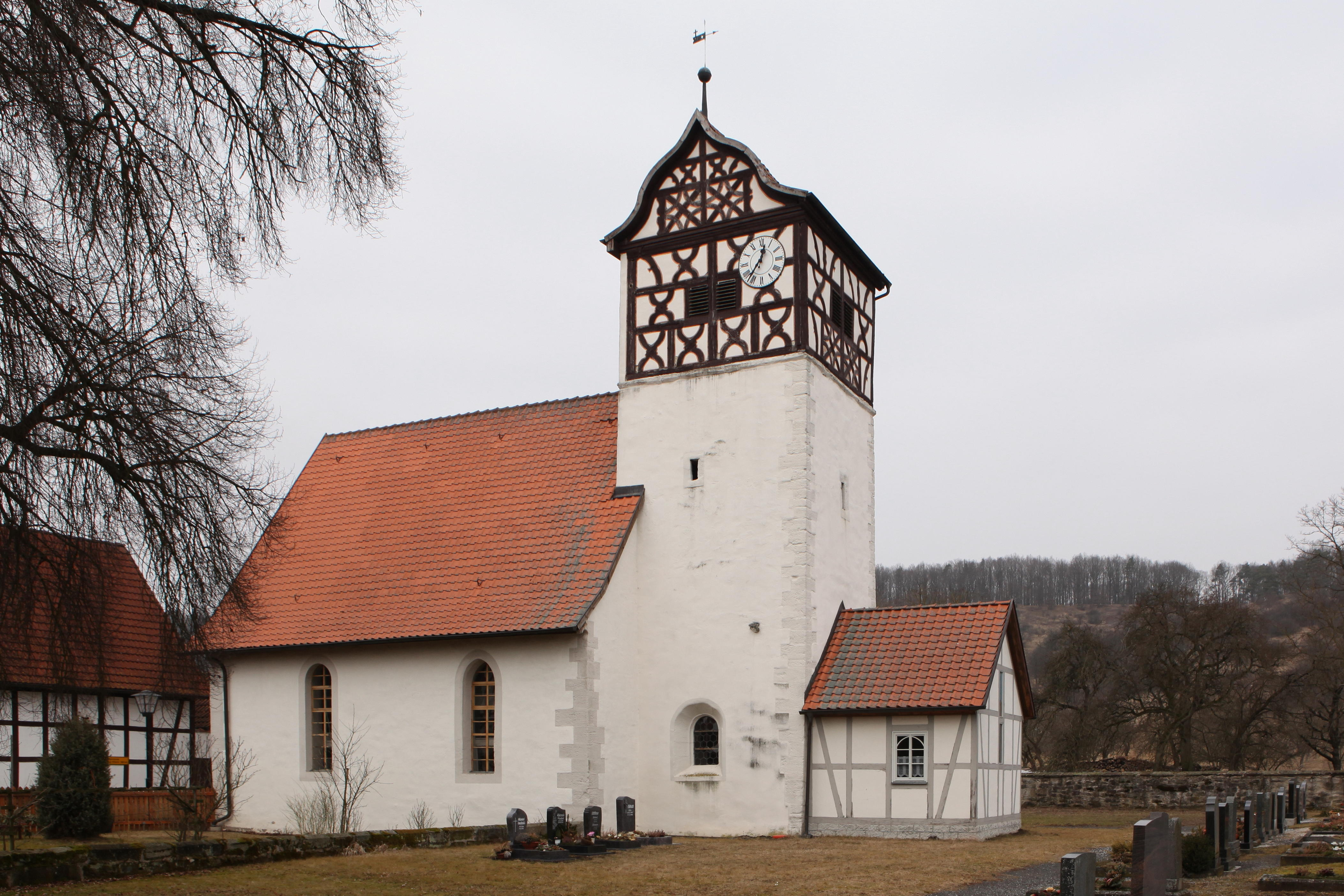
Evangelische Kirche

Die denkmalgeschützte evangelisch-lutherische Dorfkirche Schlechtsart steht in der Gemeinde Schlechtsart im Landkreis Hildburghausen in Thüringen.

## Geschichte
Die Kirche wurde im 17. Jahrhundert auf der Stelle einer Vorgängerkirche unter Verwendung alten Baumaterials gebaut und am 10. Oktober 1606 eingeweiht.

## Beschreibung
Auffallend ist der Fachwerkturm, der sich über dem Chorraum erhebt. Er vertritt noch die romanische Stilepoche und ist wohl ein Teil der Vorgängerin. Er besitzt auch ein Tonnengewölbe und an der Südseite Spitzbogenfenster. Der Altar steht vor dem rundbogigen Triumphbogen, der  mit seinen zwei Kämpfergesimsen ebenfalls in die romanische Zeit einzuordnen ist.
Nebenan befindet sich die 1999 erbaute Sakristei. Der beheizbare neue Gemeinderaum innen dient als Winterkirche.
Die Orgel aus den Jahren 1856 bis 1860 baute der Schmiedefelder Orgelbaumeister Michael Schmidt. Sie wurde 2009 vom Orgelbauer Stegmüller aus Berlin restauriert.
Die Prospektpfeifen wurden zu Kriegszwecken ausgebaut und fehlen heute noch, ebenso die Glocken.